# 성준해
성준해(1968년 ~ )는 KBS 드라마본부의 프로듀서이다.

## 경력
- KBS 시사교양본부 프로듀서
- KBS 드라마본부 프로듀서

## 드라마
- 2005년 KBS2 일일 어린이드라마 《641 가족》 ... 연출
- 2007년 KBS2 저녁 일일시트콤 《최강 울엄마》 ... 연출
- 2014년 KBS2 금요 청춘드라마 《하이스쿨 러브온》 ... 연출
- 2019년 KBS1 저녁 일일연속극 《여름아 부탁해》 ... 연출
- 2020년 KBS1 저녁 일일연속극 《누가 뭐래도》 ... 연출
- 2022년 KBS1 저녁 일일연속극 《으라차차 내 인생》 ... 연출
- 2023년 KBS2 저녁 일일연속극 《비밀의 여자》 ... 책임프로듀서
- 2024년 KBS2 주말연속극 《다리미 패밀리》 ... 공동연출